# 朝日インテック

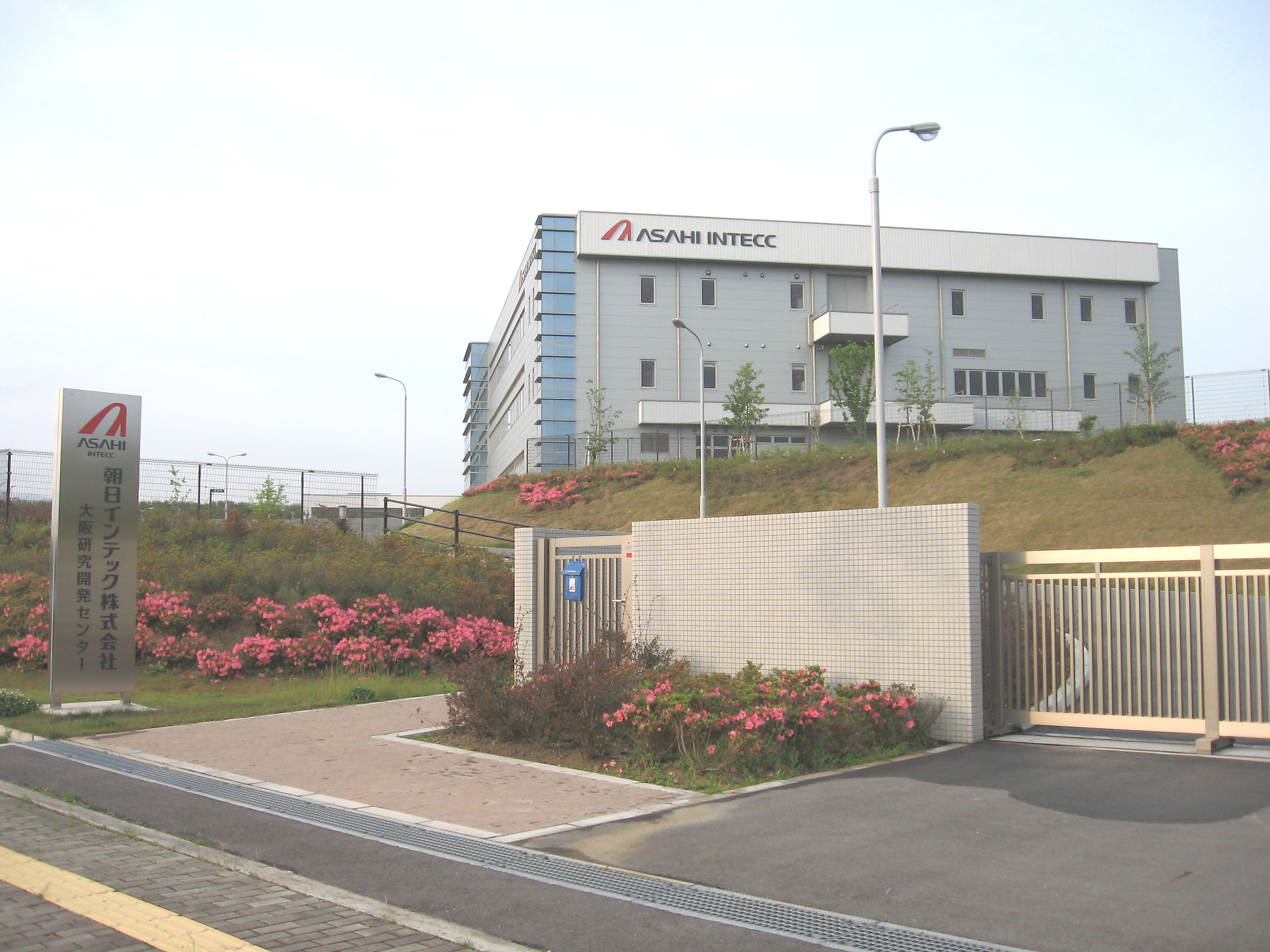
朝日インテック（株） 大阪営業所
（大阪府和泉市あゆみ野2-5-2）

朝日インテック株式会社（あさひインテック、英: ASAHI INTECC CO., LTD.）は、本社は愛知県瀬戸市に置く、主に医療機器を製造する企業。

## 概要
1972年（昭和47年）に朝日ミニロープ工業所として創業。産業用の極細ワイヤーロープのほかガイドワイヤーやカテーテルの製造・販売を行っている。中でも血管内治療用ガイドワイヤーは国内トップシェアを誇る。
2017年（平成29年）3月1日、名古屋出身女子プロゴルファーの服部真夕とスポンサー契約を締結している。

## 沿革
- 1972年（昭和47年）4月 - 朝日ミニロープ工業所として大阪府堺市で創業[2]。
- 1976年（昭和51年）7月8日 - 朝日ミニロープ販売株式会社として名古屋市守山区設立[2]。
- 1988年（昭和63年）7月 - 朝日インテック株式会社に商号変更[2]。
- 1989年（平成元年）9月 - タイランドに現地法人、ASAHI INTECC THAILAND CO.,LTD.を設立（現・100%出資連結子会社）[2]。
- 1991年（平成3年）10月 - 瀬戸メディカル工場（医療機器製造認可工場）を愛知県瀬戸市に完成、操業開始[2]。
- 1994年（平成6年）3月 - 香港に現地法人、ASAHI INTECC（HK）LTD．（朝日科技（香港）有限公司）を設立[2]。
- 1995年（平成7年）12月 - 朝日ファインテック株式会社を吸収合併[2]。
- 1996年（平成8年）9月 - 大阪府高石市にアテック株式会社（現・フィルメック。100%出資連結子会社）を設立[2]。
- 1998年（平成10年）5月 - 株式会社インターテクトを吸収合併[2]。
- 1999年（平成11年）
  - 6月 - 朝日ミニロープ株式会社を吸収合併[2]。
  - 9月 - ASAHI INTECC（HK）LTD．を香港支店に組織変更[2]。
- 2000年（平成12年）10月 -  本店の所在地を名古屋市守山区に移転。米国駐在所をアメリカ合衆国カリフォルニア州に開設[2]。
- 2001年（平成13年）12月 - ASAHI INTECC THAILAND CO.,LTD.メディカル専用工場が完成、操業開始[2]。
- 2002年（平成14年）
  - 8月 - 中国の東莞石龍朝日精密鋼線廠と提携（委託工場）[2]。
  - 11月 - 神戸市中央区に神戸リサーチセンターを開設[2]。
- 2004年（平成16年）
  - 6月 - 欧州駐在所をオランダ アムステルダムに開設[2]。
  - 7月1日 - ジャスダック上場。米国駐在所を現地法人化しASAHI INTECC USA,INC.を設立（現・100%出資連結子会社）。
- 2005年（平成17年）
  - 6月17日 - 東京証券取引所、名古屋証券取引所各2部上場[2]。
  - 8月 - 欧州駐在所をEU支店へ組織変更[2]。
  - 9月 - ベトナムに現地法人、ASAHI INTECC HANOI CO.,LTD.を設立（現・100%出資連結子会社）[2]。
- 2006年（平成18年）
  - 3月 - シンガポール駐在所を開設。東京都新宿区にコンパスメッドインテグレーション株式会社（現・朝日インテックJセールス。100%出資連結子会社）[2]を設立。
  - 7月 - 大阪府和泉市に大阪R&Dセンター設立[2]。
- 2009年（平成21年）
  - 7月 - 北京駐在所を開設[2]。
  - 8月 - シンガポール駐在所をシンガポール支店へ組織変更[2]。
- 2010年（平成22年）
  - 1月7日 - ジーマ株式会社（現・朝日インテックジーマ）を連結子会社化[2]。
  - 4月 - ジャスダック証券取引所と大阪証券取引所の合併に伴い、大阪証券取引所JASDAQ市場に上場。
  - 6月 - 東莞石龍朝日精密鋼線廠（委託工場）を閉鎖。
- 2011年（平成23年）11月 - 中国に現地法人、朝日英達科貿（北京）有限公司を設立[2]。
- 2012年（平成24年）4月1日 - 大阪証券取引所JASDAQ市場の上場廃止。
- 2013年（平成25年）
  - 9月17日 - トヨフレックス株式会社の全株式を取得し、子会社化[5]。
  - 10月1日 - 子会社の朝日インテックジーマ株式会社を吸収合併[6]。
- 2015年（平成27年）
  - 5月29日 - 有限会社明泉の全株式を取得し子会社化。同日、親会社の朝日インテックに吸収合併[7][8]。
  - 6月30日 - 非連結子会社であるTOYOFLEX（H.K.）CO., LIMITEDの全株式をAOCHUAN TECHNOLOGY（H.K.）LIMITED社に譲渡[9][10]。
- 2017年（平成29年）8月10日 - 日本ケミカルコート株式会社の全株式を取得し、子会社化[11]。
- 2018年（平成30年）
  - 7月12日 - フィカス株式会社の全株式を取得し子会社化[12]。
  - 9月21日 - 東京証券取引所、名古屋証券取引所各1部へ市場変更[13]。
  - 12月 - 愛知県名古屋市守山区から瀬戸工場（瀬戸市）の敷地内に建設した新社屋に移転[14]。
- 2019年（平成31年）4月 - パリ市内にフランス支店を設立[15]。

## 所在地
- グローバル本社・R&Dセンター・メディカル事業部（瀬戸工場） - 愛知県瀬戸市
- 大阪営業所・大阪R&Dセンター - 大阪府和泉市

## 製品
- デバイス
- カテーテル

## 関係会社
関係会社としては、連結子会社17社、非連結子会社及び関連会社6社を有する（2024年6月末現在）。
- フィルメック株式会社
- 朝日インテックJセールス株式会社 - 2010年（平成22年）1月1日、コンパスメッドインテグレーション株式会社より商号を変更。
- 日本ケミカルコート株式会社
- フィカス株式会社
- ASAHI INTECC THAILAND CO.,LTD.
- ASAHI INTECC HANOI CO.,LTD.
- ASAHI INTECC USA, INC
- 朝日英達科貿（北京）有限公司

過去
- トヨフレックス株式会社 - 2023年（令和5年7月1日に朝日インテックに合併し解散[17]